# 井上豪希
井上 豪希（いのうえ ごうき、1985年4月9日 - ）は、日本の料理家、茶道家、狩猟家で、おもてなし夫婦ユニット「てとてと」の料理担当。また、ブランディングプロデューサー、クリエイティブディレクターの側面もあり、株式会社TETOTETOを運営している。同社の創始者で現・代表取締役社長。血液型はB型。

## 略歴
- 1985年 大分県生まれ
- 2004年 独立行政法人水産大学校海洋生産管理学科 卒業
- 2004−2015年 社団法人日本海事検定協会にて、鑑定人として勤務
- 2015年− おもてなし夫婦ユニット「てとてと」の活動を開始
- 2015−2016年 株式会社Blaboにてプランナー、プロデューサーとして勤務
- 2016−2018年 株式会社ESSPRIDEにて、プロデューサー、クリエイターとして勤務
  - 製菓メーカー特化型ブランディングプラットフォーム「TSUKUROU」を立ち上げる
  - おやつ協会運営事務局長として、サービス開発、コンテンツ制作を担当
- 2017年− 株会社TETOTETOを創業

## 出演

### TV
- 住人十色（2018年3月17日、毎日放送）